# NGC 4625
NGC 4625 (другие обозначения — IC 3675, IRAS12395+4132, UGC 7861, KCPG 349B, MCG 7-26-38, KUG 1239+415, ZWG 216.18, ARP 23, PGC 42607) — карликовая галактика в созвездии Гончих Псов.
Этот объект входит в число перечисленных в оригинальной редакции «Нового общего каталога».

## Исследования
По последним данным, полученным с помощью космического телескопа «Хаббл», галактика NGC 4625 весьма необычна и имеет всего один спиральный рукав, в то время как у спиральных галактик обычно таких рукавов два и более. Для выяснения загадки одного рукава, астрономы ESA изучали NGC 4625 в различных диапазонах электромагнитных волн. Так, уже при исследованиях в ультрафиолетовом диапазоне было установлено, что реальный диск галактики почти в четыре раза больше, чем на фотографиях в видимом спектре излучения. Это характерный признак того, что вокруг центральной части галактики вращается огромное количество очень молодых, горячих и видимых главным образом в ультрафиолетовом спектре звёзд, формирующиеся во внешних областях NGC 4625. По предварительным подсчётам, этим молодым звездам не более 1 млрд лет, что приблизительно в 10 раз меньше, чем возраст звёзд в оптическом центре галактики. Сначала учёные предположили, что этот высокий темп формирования звёзд вызван взаимодействием с другой соседней карликовой галактикой NGC 4618. Затем было высказано предположение, что в результате этого взаимодействия NGC 4625 потеряла один или несколько рукавов. В 2004 году предположение о потере газа в результате взаимодействия с NGC 4618 было доказано.